# Tremacebus
Tremacebus is een geslacht van uitgestorven apen van de Nieuwe Wereld dat slechts als enige soort T. harringtoni omvat. Het geslacht is bekend van het Laat-Oligoceen tot het Vroeg-Mioceen van Argentinië.
In de bovenkaak had dit geslacht twee voortanden, één hoektand, drie valse kiezen en drie kiezen. Ook had het een korte, brede snuit. T. harringtoni woog ongeveer 1,80 kilogram.

## Taxonomie
Er is wat verwarring over de systematische positie van dit geslacht. Sommige analyses plaatsen hem bij de nachtaapjes (Aotus), terwijl hij volgens andere analyses verwant is aan de springaapjes (Callicebus), en volgens weer andere aan de Cebidae. Één analyse plaatste hem wat exacter als verwant aan Neosaimiri, Branisella, Dolichocebus en Soriacebus; deze groep was dan weer verwant aan de klauwaapjes (Callithrichinae).